# 小行星2609
小行星2609（2609 Kiril-Metodi）是一颗围绕太阳公转的小行星。1978年8月9日，尼古拉·切爾尼赫、柳德米拉·切爾尼赫在克里米亚发现了此天体。
該小行星以東羅馬帝國傳教士基里爾和美多德命名。
这颗小行星的绝对星等为245.0991638521826等。